# 서울대학교 음악대학
서울대학교 음악대학(서울大學校 音樂學校)은 서울대학교의 음악 교육기관이다. 동 · 서양 음악과 전자 음악 과정을 갖고 있다.

## 역사
1945년 12월 설립된 경성음악학교가 이듬해 8월 서울대학교 예술대학 음악부로 편입되면서 탄생했다. 6.25 전쟁 막바지던 1953년 4월 음악부가 음악대학으로 개편되면서 지금의 모습을 띄게 되었다. 운영 초기 동숭동과 함춘원 의대 부지를 오가던 음악대학은 1959년 을지로 6가의 구 약대건물로 이전하였다. 1976년 관악 캠퍼스 예술관에 자리잡고 같은 해 동양음악연구소를 설립했다.
성악과는 음악대학 초창기부터 운영되어온 학과 중 하나다.